# Lépcsős függvény
Lépcsős függvényeknek hívjuk az olyan valós függvényeket, amelyek felírhatóak intervallumok indikátorfüggvényének (karakterisztikus függvény) lineáris kombinációjaként.
Más szóval: a lépcsős függvények szakaszosan konstans függvények, melyek csak végesen sok részből állnak.

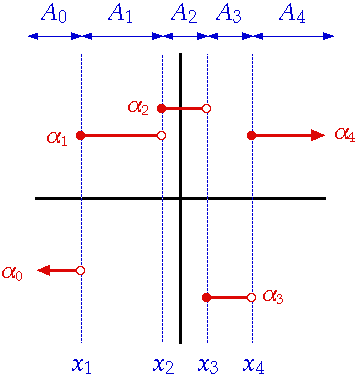
Példa a lépcsős függvényre (vörös vonal), itt a lépcsős függvény jobbra folytonos

## Definíciók, következtetések
{\displaystyle f:\mathbb {R} \rightarrow \mathbb {R} } függvényt lépcsős függvénynek hívják, ha felírható, mint:
{\displaystyle f(x)=\sum \limits _{i=0}^{n}\alpha _{i}\chi _{A_{i}}(x)\,}
az összes {\displaystyle x} valós számra
ahol
{\displaystyle n\geq 0,} {\displaystyle \alpha _{i}} valós számok,
{\displaystyle A_{i}} intervallumok, és
{\displaystyle \chi _{A}\,} az {\displaystyle A} indikátorfüggvénye:
{\displaystyle \chi _{A}(x)={\begin{cases}1&{\mbox{ha }}x\in A,\\0&{\mbox{ha }}x\notin A.\\\end{cases}}}
Ebben a definícióban az {\displaystyle A_{i}} intervallumoknak a következő két tulajdonsága van:
1. Az i-edik és j-edik intervallumnak nincs közös része: {\displaystyle A_{i}\cap A_{j}=\emptyset }, ha {\displaystyle i\neq j}
2. Az intervallumok uniója a valós számok halmaza, {\displaystyle \cup _{i=0}^{n}A_{i}=\mathbb {R} .}

## Példák

Egységugrás-függvény

- A konstans függvény egy triviális példája a lépcsős függvénynek. Itt csak egy intervallum van:

{\displaystyle A_{0}=\mathbb {R} .}
- Az egységugrás (Heaviside-függvény) H(x) egy fontos lépcsős függvény .
- A négyszögfüggvény a következő egyszerű lépcsős függvény. A négyszögfüggvény egy normalizált „boxcar” függvény, mely a teljes valós számtartományban zérussal egyenlő, kivéve egy intervallumot, ahol konstans értéke van. Az elektronikában használják egységimpulzusként.

Négyszögfüggvény

## Ellenpéldák
Az egészrész függvény nem lépcsős függvény, mivel végtelen sok intervallummal rendelkezik. Egyes szerzők ezt is lépcsős függvénynek hívják, azzal a megjegyzéssel, hogy végtelen sok intervallummal rendelkezik.

## Tulajdonságok
- Két lépcsős függvény összege és szorzata is lépcsős függvény. Egy lépcsős függvény szorzata egy számmal lépcsős függvény.
- A lépcsős függvények értékei csak véges számok lehetnek. Ha az {\displaystyle A_{i},} {\displaystyle i=0,1,\dots ,n} intervallumoknak a fent definiált lépcsős függvényben nincsenek közös részeik, és {\displaystyle \alpha _{i}} valós számok, akkor {\displaystyle f(x)=\alpha _{i}} minden {\displaystyle x\in A_{i}}-re igaz.

- Egy {\displaystyle \textstyle f=\sum \limits _{i=0}^{n}\alpha _{i}\chi _{A_{i}}\,} lépcsős függvény Lebesgue-integrálja, {\displaystyle \textstyle \int \!f\,dx=\sum \limits _{i=0}^{n}\alpha _{i}\ell (A_{i}),\,}, ahol {\displaystyle \ell (A)} az {\displaystyle A} intervallum hossza, és feltételezzük, hogy {\displaystyle A_{i}} véges hosszúságú.

Valójában ez az egyenlőség lehet az első lépés egy Lebesgue-integrál létrehozására.

## Fordítás
Ez a szócikk részben vagy egészben  a   Step function című angol Wikipédia-szócikk fordításán alapul.  Az eredeti cikk szerkesztőit annak laptörténete sorolja fel. Ez a jelzés csupán a megfogalmazás eredetét és a szerzői jogokat jelzi, nem szolgál a cikkben szereplő információk forrásmegjelöléseként.